# Onthophagus suturellus
Onthophagus suturellus är en skalbaggsart som beskrevs av Gaspard Auguste Brullé 1832. Onthophagus suturellus ingår i släktet Onthophagus och familjen bladhorningar. Inga underarter finns listade i Catalogue of Life.